# Queen Pen
Pour les articles homonymes, voir Walters.
Queen Pen, de son vrai nom Lynise Walters, née en 1972 à Brooklyn (New York), est une rappeuse et romancière américaine.

## Biographie
Queen Pen lance sa carrière musicale comme protégée du producteur Teddy Riley. Elle participe, aux côtés de Dr. Dre, sur le titre No Diggity du groupe Blackstreet en 1996. Le morceau remporte le Soul Train Music Award du « meilleur single RnB/soul pour un groupe ou un duo ».
Peu après, elle signe sur le label de Riley, Lil' Man, et publie son premier album studio, My Melody, en 1997. Il contient la chanson Girlfriend qui crée la controverse car elle explore le thème de l'homosexualité, un sujet tabou dans le hip-hop. Cela donne lieu à de nombreuses spéculations sur l'orientation sexuelle de l'artiste et, en 1998, Foxy Brown attaque Queen Pen et Queen Latifah dans son morceau 10% Dis, sur leur supposée homosexualité. Quelques mois plus tard elle récidive avec un nouveau titre, Talk to Me. Il faut attendre 2006 pour que Foxy Brown présente ses excuses à Queen Pen.
Le 22 mai 2001, après quatre ans d'absence, Queen Pen publie son second album, Conversations with Queen qui atteint la 134e place du Billboard 200.

## Vie privée
Après la publication du single controversé ayant pour thème le lesbianisme, Girlfriend, la presse spécialisée considère Queen Pen comme une femme ouvertement gay ou bisexuelle dans son choix de délivrer une chanson dont le sujet est tabou dans la communauté hip-hop,,. En 2001, Pen dément officiellement être bisexuelle ou gay. Queen Pen est la mère du rappeur Nefu Da Don[réf. nécessaire].

## Discographie
- 1997 : My Melody
- 2001 : Conversations with Queen